# Austin & Ally: Take It from the Top
Austin & Ally: Take It from the Top es la tercera banda sonora y primer extended play de la exitosa serie juvenil de Disney Channel Austin & Ally seguida de la banda sonora homónima y Austin & Ally: Turn It Up. Austin & Ally: Take It from the Top cuenta con canciones de la cuarta temporada. Están interpretadas por los protagonistas de la serie, Ross Lynch y Laura Marano.

## Lista de canciones
| Austin & Ally: Take It from the Top – Edición estándar |                                                      |                           |          |  |
| N.º                                                    | Título                                               | Artist(s)                 | Duración |  |
| 1.                                                     | «Can't Do It Without You (Austin & Ally Main Title)» | Ross Lynch & Laura Marano | 0:52     |  |
| 2.                                                     | «Take It From the Top»                               | Ross Lynch                | 2:37     |  |
| 3.                                                     | «No Place Like Home»                                 | Laura Marano              | 2:55     |  |
| 4.                                                     | «Play My Song»                                       | Laura Marano              | 3:17     |  |
| 5.                                                     | «Dance Like Nobody's Watching»                       | Laura Marano              | 3:13     |  |

## Charts
| Chart (2014)    | Posicionamientos en listas |
| --------------- | -------------------------- |
| U.S. Kid Albums | 12                         |